# 30 de maio
30 de maio é o 150.º dia do ano no calendário gregoriano (151.º em anos bissextos). Faltam 215 dias para acabar o ano.

## Eventos históricos

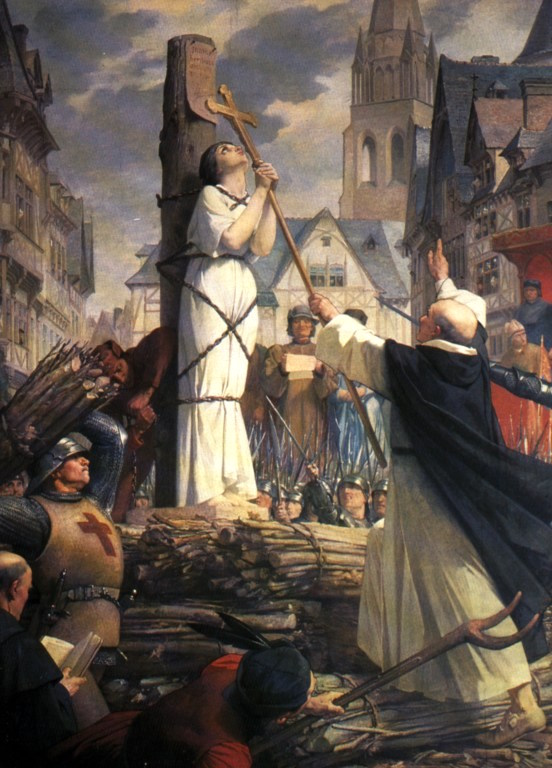
1431: Joana d'Arc morre na fogueira

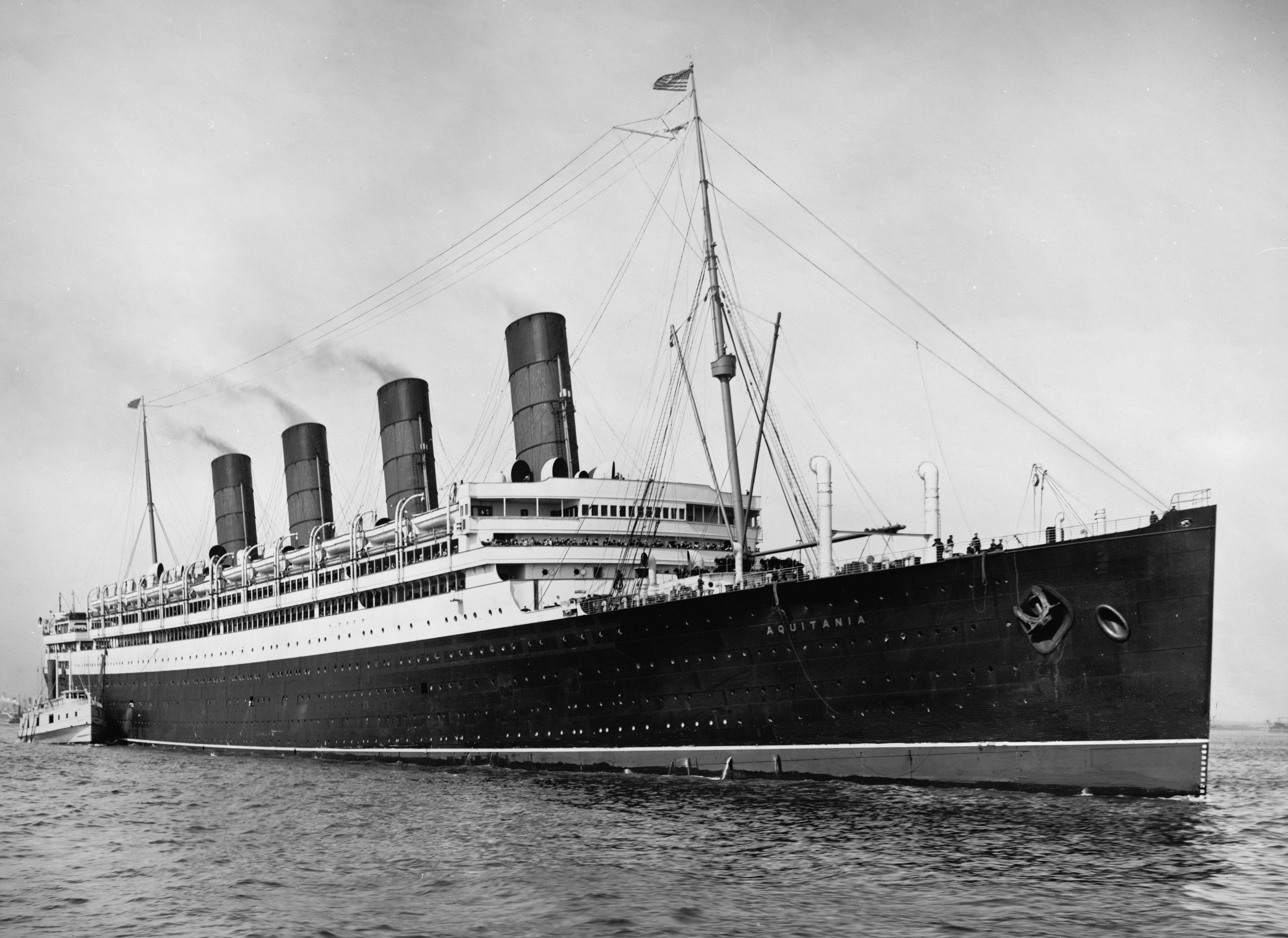
1914: Viagem inaugural do RMS Aquitania

- 0070 — Cerco de Jerusalém: Tito e as suas legiões romanas derrubam a segunda muralha de Jerusalém. Os defensores judeus retiram-se para a primeira muralha. Os romanos constroem uma circunvalação, cortando todas as árvores num raio de quinze quilômetros.
- 1381 — Início da Revolta camponesa na Inglaterra.
- 1416 — Jerônimo de Praga é condenado à morte na fogueira por heresia, pelo Concílio de Constança, realizado na cidade de Constança, na Alemanha.
- 1431 — Guerra dos Cem Anos: em Ruão, na França, a camponesa e santa francesa Joana d'Arc é queimada na fogueira aos 19 anos de idade, condenada pelo crime de bruxaria por um tribunal dominado pelos ingleses.
- 1434 — Guerras Hussitas: encerrando efetivamente a guerra, as forças utraquistas derrotam e quase aniquilam as forças taboritas.[1]
- 1536 — O rei Henrique VIII da Inglaterra se casa com Joana Seymour, uma dama de companhia de suas duas primeiras esposas.
- 1539 — Na Flórida, Hernando de Soto desembarca em Tampa Bay com mais de 600 soldados com o objetivo de encontrar ouro.[2]
- 1574 — Henrique III torna-se rei da França.[3]
- 1588 — O último navio da Armada Espanhola zarpa de Lisboa rumo ao Canal da Mancha.[4]
- 1631 — Publicação da Gazette de France, o primeiro jornal francês.
- 1635 — Guerra dos Trinta Anos: é assinada a Paz de Praga.
- 1642 — A partir desta data todas as honras concedidas por Carlos I da Inglaterra são retroativamente anuladas pelo Parlamento.
- 1814 — Guerras Napoleônicas: Guerra da Sexta Coalizão: o Tratado de Paris é assinado e as fronteiras francesas são restauradas àquelas de 1792.
- 1834 — Joaquim António de Aguiar, apelidado de «O Mata-Frades», promulga uma lei, em Portugal, pela qual declara extintos «todos os conventos, mosteiros, colégios, hospícios, e quaisquer outras casas das ordens religiosas regulares», ficando os seus bens incorporados na Fazenda Nacional.
- 1842 — John Francis tenta assassinar a Rainha Vitória enquanto ela dirige por Constitution Hill em Londres com o Príncipe Albert.
- 1843 — Império do Brasil: Pedro II, de 18 anos, casa-se com Teresa Cristina Maria de Bourbon, princesa das Duas Sicílias.
- 1854 — Ato de Kansas-Nebraska torna-se lei estabelecendo os territórios dos Estados Unidos do Kansas e Nebraska.
- 1866 — A ópera cômica de Bedrich Smetana, Prodaná nevěsta, estreou em Praga.
- 1876 — O sultão otomano Abdülazize é deposto e sucedido por seu sobrinho Murade V.
- 1911 — No Indianapolis Motor Speedway, a primeira Indianápolis 500 termina com Ray Harroun em seu Marmon Wasp se tornando o primeiro vencedor da corrida automobilística de 500 milhas.
- 1913 — Tratado de Londres é assinado, encerrando a Primeira Guerra Balcânica; a Albânia se torna uma nação independente.
- 1914 — O mais novo e maior transatlântico da Cunard, o navio RMS Aquitania, com 45 647 toneladas, inicia sua viagem inaugural de Liverpool, na Inglaterra, para Nova Iorque.
- 1922 — Inauguração do Lincoln Memorial em Washington, D.C.
- 1942 — Segunda Guerra Mundial: Mil bombardeiros britânicos lançam um ataque de 90 minutos em Colônia, Alemanha.
- 1943 — O Holocausto: Josef Mengele torna-se médico-chefe do Zigeunerfamilienlager (campo das famílias ciganas) no campo de concentração de Auschwitz.
- 1961
  - O ditador dominicano Rafael Trujillo é assassinado em Santo Domingo, República Dominicana.
  - O voo VIASA 897 cai após a decolagem do Aeroporto de Lisboa, matando 61 pessoas.[5]
- 1966 — O ex-primeiro-ministro congolês, Évariste Kimba, e vários outros políticos são executados publicamente em Quinxassa por ordem do presidente Joseph Mobutu.
- 1967 — Região Oriental da Nigéria declara independência como a República do Biafra, provocando uma guerra civil.
- 1968 — Charles de Gaulle reaparece publicamente após seu voo para Baden-Baden, na Alemanha, e dissolve a Assembleia Nacional Francesa por meio de um apelo por rádio. Imediatamente depois, menos de um milhão de seus partidários marcharam nos Champs-Élysées, em Paris. Este é o ponto de virada dos eventos de maio de 1968 na França.
- 1971 — Programa Mariner: lançamento da Mariner 9 para mapear 70% da superfície e estudar mudanças de tempo na atmosfera e superfície de Marte.
- 1972
  - No Aeroporto Ben Gurion (na época: Aeroporto de Lod), Israel, membros do Exército Vermelho Japonês realizam o massacre do Aeroporto de Lod, matando 24 pessoas e ferindo outras 78.
  - A Brigada Furiosa é julgada por uma série de 25 atentados em todo o Reino Unido.[6]
- 1974 — Entra pela primeira vez em operação o avião de passageiros Airbus A300.
- 1975 — Criação da Agência Espacial Europeia.
- 1982 — Guerra Fria: a Espanha junta-se à OTAN.
- 1989 — Protestos na Praça da Paz Celestial de 1989: a estátua de 10 metros de altura da "Deusa da Democracia" é inaugurada na Praça da Paz Celestial por manifestantes estudantis.[7]
- 1998
  - Teste de arma nuclear: Paquistão realiza um teste nuclear subterrâneo no deserto de Kharan.
  - Um terremoto de 6,5 Mw no Afeganistão abalou a província de Takhar, no norte do Afeganistão, com uma intensidade máxima de Mercalli de VII, matando cerca de 4 000 a 4 500 pessoas.[8]
- 2003 — Massacre de Depayin: pelo menos 70 pessoas associadas à Liga Nacional pela Democracia são mortas por uma multidão patrocinada pelo governo na Birmânia. Aung San Suu Kyi foge do local, mas é presa logo em seguida.[9]
- 2008 — Adotada a Convenção sobre Munições de Dispersão.
- 2012 — Ex-presidente da Libéria, Charles McArthur Ghankay Taylor, é condenado a 50 anos de prisão por seu papel nas atrocidades cometidas durante a Guerra Civil de Serra Leoa.
- 2013 — A Nigéria aprova uma lei que proíbe o casamento entre pessoas do mesmo sexo.
- 2020 — O Crew Dragon Demo-2 é lançado do Centro Espacial Kennedy, tornando-se a primeira espaçonave orbital tripulada a ser lançada dos Estados Unidos desde 2011 e o primeiro voo comercial para a Estação Espacial Internacional.[10]
- 2024 — Donald Trump se torna o primeiro ex-presidente dos Estados Unidos condenado criminalmente.

## Nascimentos

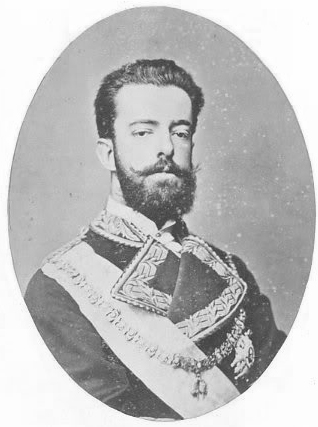
Amadeu I de Espanha

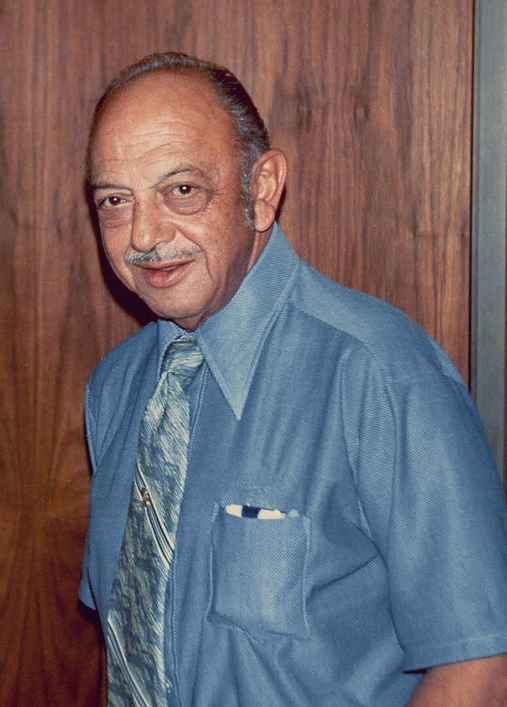
Mel Blanc

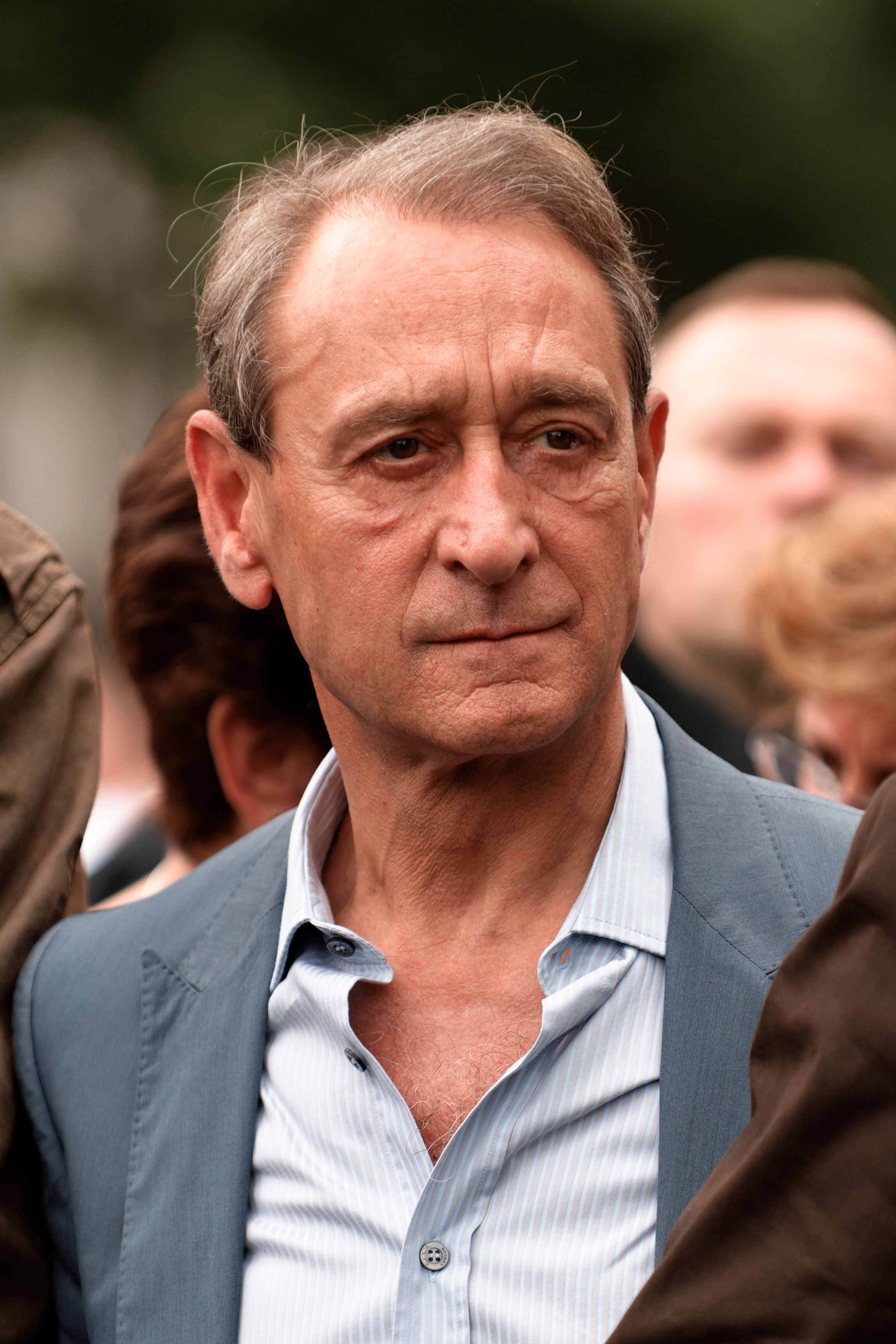
Bertrand Delanoë

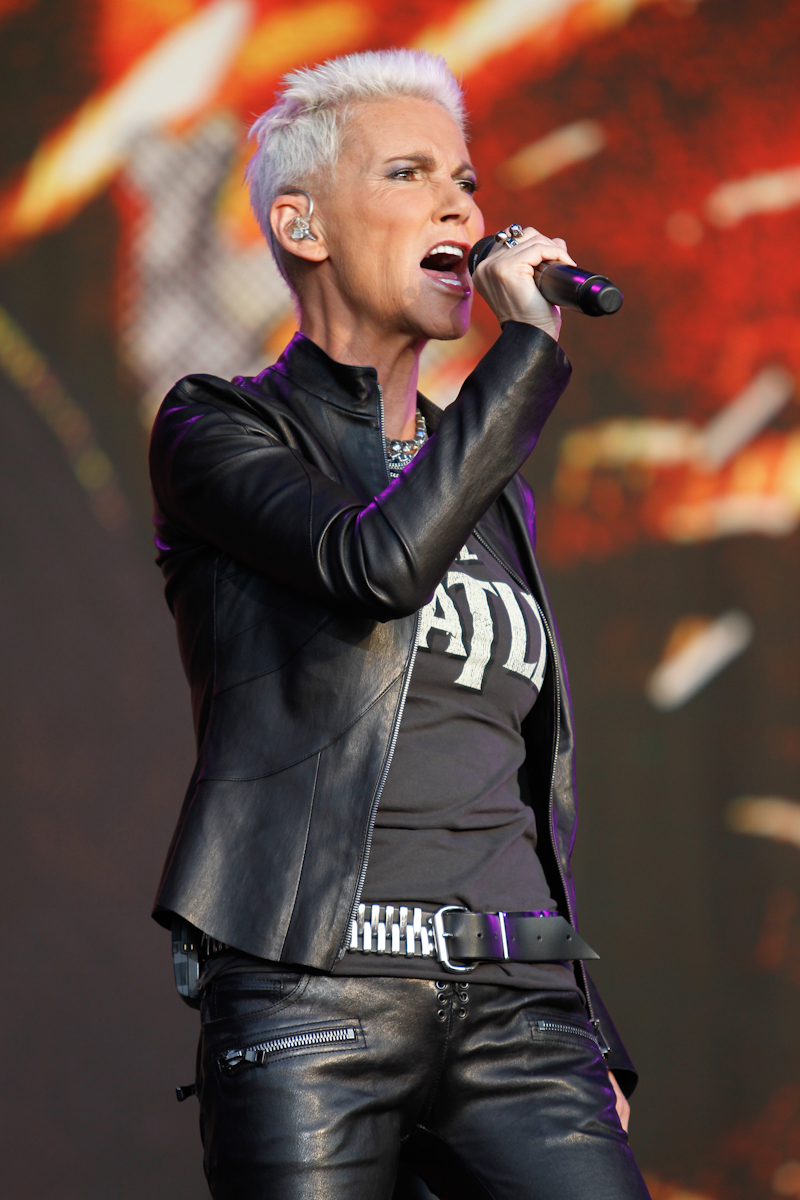
Marie Fredriksson

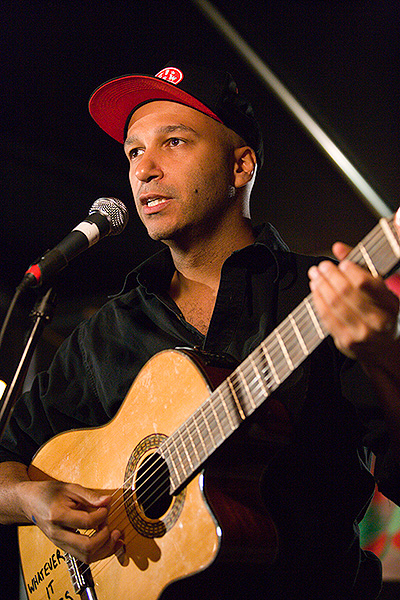
Tom Morello

### Anteriores ao século XIX
- 1010 — Renzong, imperador da China (m. 1063).
- 1201 — Teobaldo I de Navarra (m. 1253).
- 1423 — Georg von Peuerbach, matemático e astrônomo alemão (m. 1461).
- 1580 — Fadrique de Toledo Osório, militar e político espanhol (m. 1634).
- 1599 — Samuel Bochart, biblista francês (m. 1667).
- 1664 — Giulio Alberoni, cardeal e estadista italiano (m. 1752).
- 1711 — Ana Frederica de Promnitz-Pless, princesa de Anhalt-Köthen (m. 1750).
- 1746 — Abade Faria, cientista luso-goês (m. 1819).
- 1757 — Henry Addington, 1.º Visconde Sidmouth, político britânico (m. 1844).
- 1768 — Étienne Marie Antoine Champion de Nansouty, general francês (m. 1815).
- 1792 — Bernardo de Saxe-Weimar-Eisenach, militar alemão (m. 1862).
- 1797 — Carl Friedrich Naumann, mineralogista e geólogo alemão (m. 1873).

### Século XIX
- 1811 — Cristiano Benedito Ottoni, militar e político brasileiro (m. 1896).
- 1814 — Mikhail Bakunin, escritor e ativista anarquista russo (m. 1876).
- 1829 — Levin Goldschmidt, jurista alemão (m. 1897).
- 1845 — Amadeu I de Espanha (m. 1890).
- 1846 — Peter Carl Fabergé, ourives e joalheiro russo (m. 1920).
- 1854 — Wenceslau de Moraes, escritor português (m. 1929).
- 1864 — Mindaugas II da Lituânia (m. 1928).
- 1871 — Olga Engl, atriz austríaca (m. 1946).
- 1872 — Paul-Émile Janson, político belga (m. 1944).
- 1881 — Charlotte Burton, atriz estadunidense (m. 1942).
- 1885
  - Ethel Muckelt, patinadora artística britânica (m. 1953).
  - Villem Grünthal-Ridala, poeta lírico, tradutor, linguista e folclorista estoniano (m. 1942).
- 1886 — Randolph Bourne, escritor estadunidense (m. 1918).
- 1887
  - Alexander Archipenko, artista plástico ucraniano (m. 1964).
  - Einar Werner Sahlstein, ginasta finlandês (m. 1936).
- 1890
  - Roger Salengro, político francês (m. 1936).
  - Paul Czinner, escritor, produtor e cineasta austríaco (m. 1972).
- 1896 — Howard Hawks, cineasta estadunidense (m. 1977).
- 1899 — Irving Thalberg, produtor cinematográfico estadunidense (m. 1936).

### Século XX

#### 1901–1950
- 1902 — Stepin Fetchit, ator estadunidense (m. 1985).
- 1903 — Countee Cullen, poeta norte-americano (m. 1946).
- 1906 — Teodora da Grécia e Dinamarca (m. 1969).
- 1907 — Germaine Tillion, etnóloga francesa (m. 2008).
- 1908
  - Mel Blanc, dublador estadunidense (m. 1989).
  - Hannes Alfvén, físico sueco (m. 1995).
- 1909 — Benny Goodman, clarinetista estadunidense (m. 1986).
- 1910 — Ferdinand Daučík, futebolista e treinador de futebol eslovaco (m. 1986).
- 1912
  - Julius Axelrod, bioquímico estadunidense (m. 2004).
  - Hugh Griffith, ator britânico (m. 1980).
  - Roger Courtois, futebolista franco-suíço (m. 1972).
- 1913 — Géza Kalocsay, futebolista e treinador de futebol húngaro-tcheco (m. 2008).
- 1914 — Sergej Kraigher, político esloveno (m. 2001).
- 1916 — Joseph William Kennedy, químico norte-americano (m. 1957).
- 1919 — René Barrientos Ortuño, militar e político boliviano (m. 1969).
- 1920
  - Godfrey Binaisa, político ugandês (m. 2010).
  - Franklin J. Schaffner, cineasta estadunidense (m. 1989).
- 1922 — Jenny-Wanda Barkmann, oficial alemã (m. 1946).
- 1924 — Norbert Schemansky, halterofilista estadunidense (m. 2016).
- 1926 — Christine Jorgensen, atriz, cantora e ativista norte-americana (m. 1989).
- 1927 — Clint Walker, ator e cantor estadunidense (m. 2018).
- 1928 — Agnès Varda, cineasta e fotógrafa belga (m. 2019).
- 1932
  - Solomon Wolf Golomb, matemático estadunidense (m. 2016).
  - Pauline Oliveros, acordeonista e compositora norte-americana (m. 2016).
- 1934
  - Aleksei Leonov, cosmonauta russo (m. 2019).
  - Alketas Panagoulias, futebolista e treinador de futebol grego (m. 2012).
- 1936
  - Glória de Matos, atriz portuguesa.
  - Keir Dullea, ator estadunidense.
  - Slava Metreveli, futebolista e treinador de futebol georgiano (m. 1998).
- 1939 — Michael J. Pollard, ator estadunidense (m. 2019).
- 1940 — José Mestre Baptista, cavaleiro tauromáquico português (m. 1985).
- 1941
  - Anastácia, cantora e compositora brasileira.
  - James Rachels, filósofo norte-americano (m. 2003).
  - Luiz Carlos de Moraes, ator e dublador brasileiro.
- 1943 — Luis Rego, ator e músico franco-português.
- 1945 — Ricardo Divila, projetista e engenheiro automobilístico brasileiro (m. 2020).
- 1946 — Dragan Džajić, ex-futebolista sérvio.
- 1947
  - Jeffrey C. Alexander, sociólogo estadunidense.
  - Daniel Azulay, artista plástico, escritor, educador, desenhista e compositor brasileiro (m. 2020).
- 1948 — Johan De Muynck, ex-ciclista belga.
- 1950
  - Bertrand Delanoë, político francês.
  - James Patrick Green, diplomata e prelado norte-americano.

#### 1951–2000
- 1951
  - Fernando Lugo, político paraguaio.
  - Stephen Tobolowsky, ator, escritor, músico, diretor e roteirista estadunidense.
  - Joachim Rücker, diplomata alemão.
- 1953
  - Colm Meaney, ator irlandês.
  - Can Xue, escritora e crítica literária chinesa.
  - Peter Townend, surfista australiano.
- 1955
  - Dietmar Constantini, futebolista e treinador de futebol austríaco (m. 2024).
  - Colm Tóibín, escritor, jornalista e crítico literário irlandês.
- 1958
  - Marie Fredriksson, cantora e compositora sueca (m. 2019).
  - Ted McGinley, ator estadunidense.
  - Eduardo Bueno, jornalista brasileiro.
- 1959
  - Phil Brown, ex-futebolista e treinador de futebol britânico.
  - Claudia Alexander, cientista estadunidense (m. 2015).
  - Ramón Hicks, ex-futebolista paraguaio.
- 1960 — Eugène Ekéké, ex-futebolista camaronês.
- 1962 — Timo Soini, político finlandês.
- 1963
  - Shauna Grant, atriz e modelo estadunidense (m. 1984).
  - Charlie Bauerfeind, músico, engenheiro e produtor musical alemão.
- 1964
  - Tom Morello, músico estadunidense.
  - Andrea Montermini, automobilista italiano.
  - Wynonna Judd, cantora estadunidense.
  - Mark Sheppard, ator e músico britânico.
- 1965 — Renato Sorriso, gari e passista brasileiro.
- 1966
  - Thomas Häßler, ex-futebolista e treinador de futebol alemão.
  - Stephen Malkmus, músico estadunidense.
  - Frédéric Hantz, ex-futebolista e treinador de futebol francês.
- 1967 — Vânia Abreu, cantora brasileira.
- 1968 — Zacarias Moussaoui, terrorista francês.
- 1969 — Naomi Kawase, diretora de cinema japonesa.
- 1970 — Erick Thohir, empresário e dirigente esportivo indonésio.
- 1971
  - Idina Menzel, atriz e cantora estadunidense.
  - John Ross Bowie, ator norte-americano.
- 1972 — Mike Amigorena, ator argentino.
- 1974
  - Lamont Coleman (Big L), rapper estadunidense (m. 1999).
  - Andry Rajoelina, político malgaxe.
  - Vigor Bovolenta, jogador de vôlei italiano (m. 2012).
- 1975 — Liberto Rabal, ator, diretor, produtor e roteirista ítalo-espanhol.
- 1976
  - Magnus Norman, ex-tenista sueco.
  - Margaret Okayo, maratonista queniana.
  - Omri Katz, ator estadunidense.
- 1977
  - Akwá, ex-futebolista angolano.
  - Marc Dos Santos, treinador de futebol canadense.
  - Ivan Bebek, árbitro de futebol croata.
  - Joseph Musonda, ex-futebolista zambiano.
  - Federico Vilar, ex-futebolista argentino.
- 1978
  - Flávio Tolezani, ator brasileiro.
  - Nicolás Olivera, ex-futebolista uruguaio.
  - Lyoto Machida, lutador brasileiro de artes marciais mistas.
  - Randy Napoleon, músico estadunidense.
  - Leonardo Azzaro, ex-tenista italiano.
- 1979 — Clint Bowyer, automobilista estadunidense.
- 1980
  - Steven Gerrard, ex-futebolista e treinador de futebol britânico.
  - Remy Ma, rapper estadunidense.
  - Joachim Standfest, ex-futebolista austríaco.
  - José Ángel Gómez Marchante, ex-ciclista espanhol.
- 1981
  - Gianmaria Bruni, automobilista italiano.
  - Devendra Banhart, guitarrista, cantor e compositor estadunidense.
  - Ahmad Elrich, ex-futebolista australiano.
- 1982 — Ricardo Canales, ex-futebolista hondurenho.
- 1983
  - Jennifer Ellison, atriz, modelo e cantora britânica.
  - Roger Lee Hayden, motociclista estadunidense.
  - Mustapha Allaoui, ex-futebolista marroquino.
  - Simone Vagnozzi, ex-tenista italiano.
- 1985 — Jennifer Winget, atriz indiana.
- 1986 — Badra Ali Sangaré, futebolista marfinense.
- 1987 — Djalma Campos, ex-futebolista angolano.
- 1988
  - Kelvin Etuhu, ex-futebolista nigeriano.
  - Amanda Nunes, lutadora brasileira de artes marciais mistas.
- 1989
  - Alexandra Dulgheru, tenista romena.
  - Libor Kozák, futebolista tcheco.
  - Mikel San José, ex-futebolista espanhol.
  - Lesia Tsurenko, tenista ucraniana.
  - Jimmy Janssens, ciclista belga.
  - Jules Goda, futebolista camaronês.
  - Hyomin, cantora sul-coreana.
- 1990
  - Dean Collins, ator estadunidense.
  - Yoona, cantora sul-coreana.
  - Rafael Longuine, futebolista brasileiro.
  - Josef Šural, futebolista tcheco (m. 2019).
  - Alessandro Giannessi, tenista italiano.
- 1991
  - Rodrigo Pinho, futebolista teuto-brasileiro.
  - Valentín Pimentel, futebolista panamenho.
  - Gabriel "Fallen" Toledo, jogador profissional de Counter-Strike e empresário brasileiro.
- 1993 — Naohisa Takato, judoca japonês.
- 1994
  - Madeon, DJ e produtor musical francês.
  - Jake Hughes, automobilista britânico.
- 1995
  - Lindsay De Vylder, ciclista belga.
  - Jonah Hauer-King, ator britânico.
- 1996
  - Beatriz Haddad Maia, tenista brasileira.
  - Christian Garin, tenista chileno.
  - Aleksandr Golovin, futebolista russo.
  - Abner, futebolista brasileiro.
  - Nikolas Ferreira, político brasileiro.
- 1997
  - Jake Short, ator estadunidense.
  - Eunha, cantora e dançarina sul-coreana.
- 1999
  - Guanyu Zhou, automobilista chinês.
  - Ervino Soares, futebolista timorense.
  - Eddie Nketiah, futebolista britânico.
  - Sean Giambrone, ator e dublador estadunidense.
  - Isadora Pompeo, influenciadora digital e cantora brasileira.
- 2000
  - Jared S. Gilmore, ator estadunidense.
  - Fábio Vieira, futebolista português.
  - Jay Gorter, futebolista neerlandês.

### Século XXI
- 2001
  - Anton Matusevich, tenista britânico.
  - Lucas Fasson, futebolista brasileiro.
  - Arnau Tenas, futebolista espanhol.
- 2003 — Shaedon Sharpe, jogador de basquete canadense.

## Mortes

### Anteriores ao século XIX
- 1159 — Vladislau II da Polônia (n. 1105).
- 1252 — Fernando III de Leão e Castela (n. 1201).
- 1416 — Jerônimo de Praga, teólogo tcheco (n. 1379).
- 1431 — Joana d'Arc, heroína francesa e santa católica (n. 1412).
- 1593 — Christopher Marlowe, dramaturgo, poeta e tradutor inglês (n. 1564).
- 1594 — Bálint Balassi, poeta húngaro (n. 1554).
- 1640 — Peter Paul Rubens, pintor flamengo (n. 1577).
- 1714 — Gottfried Arnold, teólogo e historiador alemão (n. 1666).
- 1718 — Arnold Joost van Keppel, nobre e militar neerlandês (n. 1670).
- 1778 — Voltaire, filósofo e poeta francês (n. 1694).

### Século XIX
- 1832 — James Mackintosh, político e historiador britânico (n. 1765).
- 1897 — Jeanne Arnould-Plessy, atriz francesa (n. 1819).

### Século XX
- 1955 — Bill Vukovich, automobilista estadunidense (n. 1918).
- 1960 — Boris Pasternak, escritor russo (n. 1890).
- 1961 — Rafael Leónidas Trujillo, militar e político dominicano (n. 1891).
- 1963 — Otto Preißecker, patinador artístico austríaco (n. 1898).
- 1964 — Eddie Sachs, automobilista estadunidense (n. 1927).
- 1965 — Louis Hjelmslev, linguista dinamarquês (n. 1899).
- 1966 — Wäinö Aaltonen, pintor e escultor finlandês (n. 1894).
- 1981 — Antônio Caringi, escultor brasileiro (n. 1905).
- 1984 — Anton Walter Smetak, compositor suíço (n. 1913).
- 1994
  - Agostino Di Bartolomei, futebolista italiano (n. 1955).
  - Juan Carlos Onetti, escritor uruguaio (n. 1909).
- 1995 — Glenn Burke, beisebolista norte-americano (n. 1952).
- 1999 — Kalju Lepik, poeta lírico estoniano (n. 1920).
- 2000 — Robert P. Casey, político estadunidense (n. 1932).

### Século XXI
- 2002 — Mário Lago, ator, compositor e poeta brasileiro (n. 1911).
- 2006
  - Daniel Herz, jornalista brasileiro (n. 1954).
  - Shohei Imamura, cineasta japonês (n. 1926).
- 2007 — Jean-Claude Brialy, ator, realizador e cenarista francês (n. 1933).
- 2009
  - Ephraim Katzir, político israelense (n. 1916).
  - Luís Cabral, político guineense (n. 1931).
  - Yaffar al Numeiry, político sudanês (n. 1930).
- 2010 — Yury Chesnokov, jogador de voleibol russo (n. 1933).
- 2011 — Rosalyn Yalow, física médica estadunidense (n. 1921).
- 2012 — Andrew Huxley, fisiologista e biólogo britânico (n. 1917).
- 2014 — Henning Carlsen, realizador de cinema dinamarquês (n. 1927).
- 2015 — L. Tom Perry, religioso estadunidense (n. 1922).
- 2022 — Milton Gonçalves, ator brasileiro (n. 1933).

## Feriados e eventos cíclicos

### Brasil
- Aniversário do município de Valparaiso, São Paulo.
- Aniversário do município de São Joaquim da Barra, São Paulo.
- Dia do Geólogo
- Dia da Mulher Militar

### Portugal
- Dia Nacional de Prevenção do Cancro Cutâneo

### Cristianismo
- Dimpna
- Fernando III de Castela
- Gabino de Turris
- Jeanne-Germaine Castang
- Joana d'Arc
- José Marello
- Papa Eleutério

## Outros calendários
- No calendário romano era o 3.º dia (III) antes das calendas de junho.
- No calendário litúrgico tem a letra dominical C para o dia da semana.
- No calendário gregoriano a epacta do dia é xxix.